# Novorossiisk (porte-avions)
Pour les articles homonymes, voir Novorossiisk.
Le Novorossiisk est un porte-avions à propulsion classique (« croiseur lourd porte-aéronefs » selon la dénomination soviétique) en service dans la Marine soviétique, puis dans la Marine russe, entre 1982 et 1993. Il est le troisième porte-avions de la classe Kiev à avoir été construit. Il a été conçu pour mener des actions offensives comme un croiseur lance-missiles en utilisant principalement ses missiles longues montées, ainsi que pour venir en soutien de navires anti-sous-marins et mener des actions de surface avec son groupe aérien embarqué.

## Service

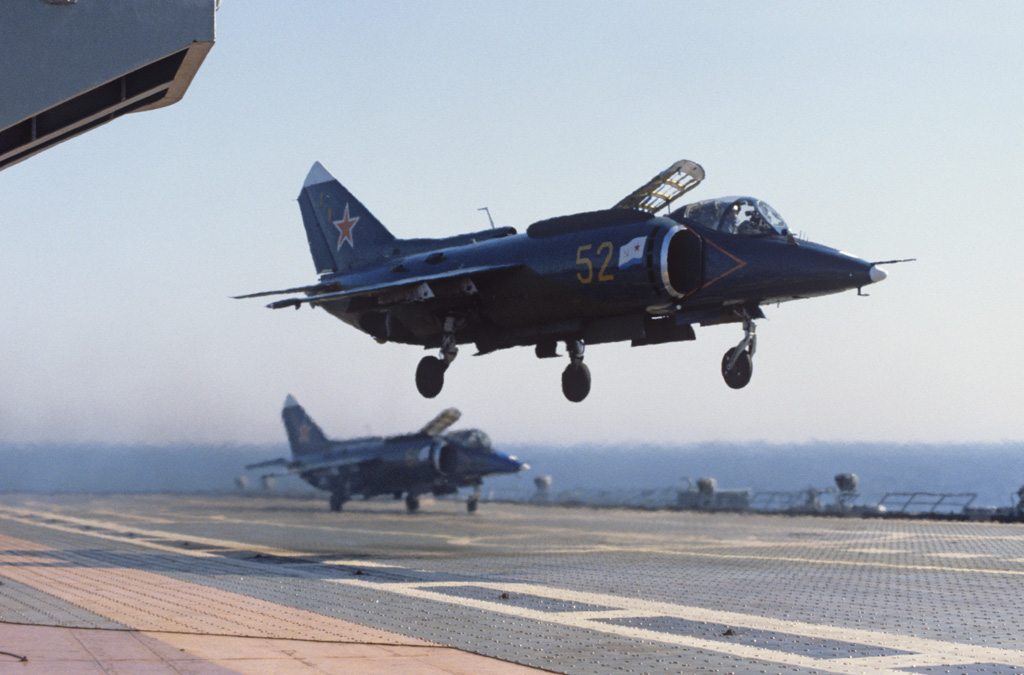
Deux Yakovlev Yak-38 sur le Novorossiisk en 1984.

La quille du Novorossisk est posée au chantier naval de la mer Noire à Nikolaïev, en actuelle Ukraine, le 30 septembre 1975, il est lancé le 24 décembre 1978 et mis en service le 12 septembre 1982. Troisième porte-avions de la classe Kiev, il est affecté à la flotte du Pacifique.
En mars 1985, le Novorossisk et son groupe aéronaval partent de la mer du Japon, passent au sud de l'île japonaise d'Okinawa et mettent le cap à l'ouest en direction de l'océan Pacifique. Après environ huit jours en mer, les bâtiments soviétiques changent de trajectoire et se dirigent au nord-ouest en direction des îles Kouriles, simulant l'attaque d'un porte-avions ennemi contre l'Union soviétique. Le Novorossisk se rapprochant de ces îles, à environ 1 100 km à l'est du Japon, des bombardiers Tu-95 Bear soviétiques sont envoyés en mission de reconnaissance à proximité du groupe aéronaval et aident quelque vingt bombardiers Tu-23M Backfire à identifier leurs cibles, conformément à la stratégie soviétique de largage de missiles anti-navires par des bombardiers. Une description des exercices conduits par le Novorossiisk réalisé par l'US Navy note que : « la force a été frappée par des frappes aériennes simulées et probablement des tirs des torpilles depuis des sous-marins et de missiles de croisière à 1 120 km à l'est du Japon, le 14 avril. Ils l'ont attaquée avec des sous-marins et des aéronefs - tout ce qu'ils avaient. » Le Novorossisk est retiré du service en juin 1993.
En 1995, la coque du Novorossiisk, qui avait subi un grave incendie au niveau de la salle des machines, est vendue pour être démantelée. Le démantèlement s'achève en 1997 à Pohang, en Corée du Sud.